# 8150 Kaluga
8150 Kaluga eller 1985 QL4 är en asteroid i huvudbältet som upptäcktes den 24 augusti 1985 av den rysk-sovjetiske astronomen Nikolaj Tjernych vid Krims astrofysiska observatorium på Krim. Den har fått sitt namn efter staden Kaluga.
Asteroiden har en diameter på ungefär 13 kilometer och den tillhör asteroidgruppen Hygiea.